# I Borgia (serie televisiva francese)
I Borgia (Borgia) è una serie televisiva di genere storico creata da Tom Fontana. È una coproduzione internazionale franco-tedesca girata a Praga, ai Barrandov Studios e a Roma, a Cinecittà.
La serie racconta le vicende e gli intrighi dei Borgia, una delle famiglie più influenti nella Roma rinascimentale, insieme agli Orsini ed ai Colonna.
I primi due episodi sono andati in onda, in Italia, il 10 luglio 2011 in anteprima mondiale, su Sky Cinema 1. La prima stagione è stata trasmessa dal 2 settembre al 7 ottobre 2011 sempre, su Sky Cinema 1. Grazie agli ottimi risultati di ascolti della prima stagione, il 26 marzo 2012 la serie è stata rinnovata per una seconda stagione. La seconda stagione si svolge otto mesi dopo la morte di Juan Borgia e mostra l'ascesa di Cesare. Le riprese sono terminate a novembre 2012 e si sono aggiunti al cast internazionale l'attrice Valentina D'Agostino, nel ruolo di Angela Borgia Lanzol, nipote del papa Alessandro VI e cugina di Lucrezia Borgia, e l'attore Alessio Vassallo, nel ruolo del vescovo Bartolomeo Flores. Una terza stagione è stata prodotta tra maggio 2013 e gennaio 2014 ed è l'ultima della serie.
Ha ispirato l'omonimo romanzo I Borgia scritto da Tom Fontana ed edito da Sperling & Kupfer (2012).

## Trama

### Prima stagione
Nella Roma di fine XV secolo, più precisamente nel 1492, Rodrigo Borgia, futuro papa Alessandro VI, intesse trame, forma accordi e alleanze con l'intento di salire sul soglio pontificio, dal momento che a papa Innocenzo VIII resta ancora poco da vivere. A questo si sovrappongono le vicende dei figli illegittimi di Rodrigo (ufficialmente loro zio): Lucrezia, Cesare, Giovanni, Goffredo e dell'amante di Rodrigo, Giulia Farnese, che all'epoca aveva 17 anni e lui 58. È l'inizio di una relazione d'interesse: nonostante la giovane età, lei lo teneva in pugno con la sua intelligenza, ma anche con la sua bellezza.
Rodrigo viene eletto Papa Alessandro VI e attua i progetti sui propri figli, avuti con Vannozza Cattanei: Cesare viene nominato cardinale, Lucrezia sposa Giovanni Sforza (da cui poi otterrà l'annullamento delle nozze), Goffredo sposa Sancha Squillace, mentre Giovanni diviene prefetto di Roma. Lotte intestine e intrighi con le famiglie romane dei Colonna, degli Orsini, dei Della Rovere e dei Farnese, con Giulia che dà una figlia al suo amante, Laura Borgia Farnese, si incrociano con la discesa in Italia di Carlo VIII di Valois, Re di Francia, che pretende il Regno di Napoli dagli aragonesi. Alla fine della stagione viene ucciso Giovanni Borgia.

### Seconda stagione
La seconda stagione prende il via il 14 febbraio 1494, il giorno di San Valentino. Papa Alessandro VI è ancora sconvolto per la morte di suo figlio Giovanni ed è indebolito dalla malinconia che prova. Al suo fianco non è rimasto nessuno ad eccezione del fedele Francesc Gacet. Giulia Farnese è infatti stata esiliata insieme a sua figlia Laura a Orvieto. Il fratello di Giulia, Alessandro, bada alla sorella e alla madre approfittando di Orvieto per nascondersi da Cesare che gli ha giurato vendetta. Quest'ultimo nel frattempo si trova a Napoli, contravvenendo alla Bolla Papale che gli intima di lasciare l'Italia. A differenza del fratello Cesare, Lucrezia è ligia nel suo dovere e segue i diktat di suo padre nascondendosi in casa di Vannozza al fine di non mostrare la sua gravidanza indesiderata e fuori dal matrimonio.

### Terza stagione
La terza e ultima stagione racconta la storia dei Borgia dal 1496 al 1507. In questa stagione muore Rodrigo, gli succede Pio III che regna solo pochi giorni, e Giuliano Della Rovere diventa Papa Giulio II. Lucrezia si sposa con Alfonso D'Este, dopo essere rimasta vedova di Alfonso di Bisceglie. Cesare dopo varie vicissitudini inscena la sua morte, perché braccato dal papa e dalla Spagna, e si rifugia nel Nuovo Mondo per cominciare una nuova vita.

## Episodi
| Stagione         | Episodi | Prima TV Francia | Prima TV Italia |
| ---------------- | ------- | ---------------- | --------------- |
| Prima stagione   | 12      | 2011             | 2011            |
| Seconda stagione | 12      | 2013             | 2013            |
| Terza stagione   | 14      | 2014             | 2014            |

## Personaggi e interpreti

### Personaggi principali
- Rodrigo Borgia/Papa Alessandro VI (stagioni 1-3), interpretato da John Doman, doppiato da Rodolfo Bianchi.
Diventa Papa Alessandro VI dopo aver comperato i voti dei cardinali durante il conclave del 1492 tenutosi dopo il decesso di Papa Innocenzo VIII. Ha vari figli: Giovanni, Cesare, Lucrezia e Goffredo, avuti da Vannozza Cattanei, Pedro Luis, Isabella e Girolama, avuti da donna ignota, e infine Laura Borgia Farnese, avuta da Giulia Farnese. È un uomo che ama avere il controllo delle cose, estremamente possessivo e dispotico in ogni ambito della vita, tanto da controllare i destini dei suoi figli con ferrea determinazione. Molto spesso presenta qualità negative, ma nutre un grande affetto per la sua famiglia, tanto da entrare in un periodo di profonda depressione dopo l'omicidio del suo figlio prediletto, Giovanni, periodo dal quale uscirà solo grazie all'assunzione di una droga, il vetriolo, che rischia di consumarlo. Più della famiglia, però, tiene alla perpetuazione del nome dei Borgia e all'unificazione dell'Italia; per realizzare i suoi scopi, non esita a compiere ogni genere di nefandezza e misfatto. Muore a più di settant'anni a causa di una febbre malarica, con il suo decesso, inizia anche il declino della sua famiglia.
- Cesare Borgia (stagioni 1-3), interpretato da Mark Ryder, doppiato da Edoardo Stoppacciaro.
Secondogenito di Rodrigo Borgia e Vannozza Cattanei, è il personaggio che subisce la maggior mutazione della serie. Inizialmente è un ragazzino insicuro, desideroso solo di compiacere il padre, impetuoso, con una fede spirituale, che molto spesso si trova a dover fronteggiare la bestia e l'arcangelo che risiedono in lui. Viene obbligato dal padre a diventare prima vescovo, e poi cardinale di Valencia, ma ciò inizialmente non gli pesa, desideroso com'è di ottenere un posto nella storia. Dopo l'omicidio del fratello Giovanni, fatto per il quale viene da tutti accusato ma che non ha commesso, sebbene tra loro persistesse una fortissima rivalità, subisce un'autentica metamorfosi, diventando un uomo arrogante, sicuro di sé, protettivo, spiritoso, forte e determinato. Per questo le vesti da cardinale iniziano a stargli strette e riesce ad ottenere il quorum dal collegio cardinalizio che determina l'inizio della sua ascesa. Da questo momento Cesare diventa una leggenda; in breve viene fatto duca di Valentinois, conte di Deoix, signore di Issoudan, conquista poi la Romagna ottenendone il titolo di "principe" e viene nominato dal padre gonfaloniere e capitano generale dell'esercito papale. Ma insieme con la sua fama, cresce anche la sua arroganza e il suo desiderio di conquista. Sono sostanzialmente queste le cose che lo trascinano alla rovina, assieme alla morte del padre. Dapprima confermato delle sue cariche da Papa Giulio II, al secolo Giuliano Della Rovere, acerrimo nemico dei Borgia, viene successivamente imprigionato a Castel Sant'Angelo e sottoposto a processo. Abbandonato da tutti, anche dalla sorella Lucrezia, cui era legato da un rapporto fortissimo, solo Alessandro Farnese, un tempo suo migliore amico, gli fa da avvocato, ma alla fine Papa Giulio lo condanna alla prigione. Sempre con l'aiuto di Alessandro, riesce a fuggire dalla prigione e da Roma, ma viene imprigionato dal re di Spagna Ferdinando. Rimasto per oltre due anni in prigione spagnola, riesce a evadere anche da quel luogo, e si rifugia presso suo cognato Giovanni d'Albret, re di Navarra. Il Valentino, com'era chiamato dal nome del suo ducato, viene ucciso in combattimento durante l'assedio a Viana contro i ribelli che minacciavano il trono di Navarra.
- Giovanni Borgia (stagione 1, guest star stagioni 2-3), interpretato da Stanley Weber, doppiato da Marco Vivio.
Primogenito di Rodrigo Borgia e Vannozza Cattanei, è un uomo apparentemente privo di qualità, se non la sua avvenenza. A differenza del fratello minore Cesare, non brilla per intelligenza e nemmeno per strategia militare, ma è un borioso pallone gonfiato vanitoso ed egoista spesso arrogante. Ciononostante, è il preferito del padre che, nonostante la sua inettitudine, lo nomina duca di Gandia e gonfaloniere e capitano generale delle milizie papali. Giovanni perde numerose delle battaglie da lui condotte e procura ai Borgia numerosi nemici. Non ha un rapporto cordiale con i fratelli minori, anzi. Intercorre una fortissima rivalità tra lui e Cesare, fatta di invidia reciproca e insopportazione, mentre si rende inviso anche alla sorella Lucrezia dopo aver picchiato a sangue sua moglie Maria Enriquez de Luna e aver commesso altre scelleratezze. È proprio Lucrezia ad ucciderlo, una sera di giugno, con nove pugnalate. Il suo amante Pedro Caldes provvede poi a tagliargli la gola. La sua morte scatena una fortissima depressione nel padre Rodrigo, e grande scompiglio nelle vite di tutti i personaggi. Tuttavia, Cesare e Lucrezia mostrano, nel corso soprattutto della seconda stagione, di sentire la mancanza di Giovanni, immaginandolo presente nelle situazioni di gloria o tristezza.
- Lucrezia Borgia (stagioni 1-3), interpretata da Isolda Dychauk, doppiata da Chiara Gioncardi.
Lucrezia è la terza dei quattro figli illegittimi di Rodrigo. Sebbene la storia la dipinga come tra le figure più dissolute del XV secolo, nella prima stagione è ancora una ragazzina innocente e insicura ma allo stesso tempo capace di esercitare sul padre un particolare fascino (essendo l'unica figlia femmina) che le permette di ottenere quello che desidera. Tuttavia, come la maggior parte delle donne dell'epoca, la giovane Lucrezia deve accettare suo malgrado matrimoni combinati e rendersi una pedina per realizzare gli interessi dei Borgia.
- Giulia Farnese (stagioni 1-3), interpretata e doppiata da Marta Gastini.
- Alessandro Farnese (stagioni 1-3), interpretato da Diarmuid Noyes, doppiato da Lorenzo De Angelis.
- Francesc Gacet (stagioni 1-3), interpretato da Art Malik, doppiato da Paolo Marchese.
- Vannozza Cattanei (stagioni 1-3), interpretata da Assumpta Serna, doppiata da Anna Cesareni.
- Ascanio Sforza (stagioni 1-2), interpretato da Christian McKay, doppiato da Gianni Bersanetti.
- Raffaele Riario-Sansoni (stagioni 1-3), interpretato da Scott Winters, doppiato da Saverio Indrio.
- Giuliano della Rovere/Papa Giulio II (stagioni 1-3), interpretato da Dejan Cukic, doppiato da Roberto Draghetti.

### Personaggi secondari
- Goffredo Borgia (stagioni 1-3), interpretato da Adam Misik (stagione 1-2) e Niccolo' Besio (stagione 3).
- Johannes Burckardt/Giovanni Burcardo (stagioni 1-3), interpretato da Victor Schefé, doppiato da Franco Mannella.
- Alfonso d'Este (stagioni 1-3), interpretato da Andrew Hawley, doppiato da Stefano Crescentini (stagione 1) e da Emiliano Coltorti (stagioni 2-3).
- Adriana de Mila (stagioni 1-2), interpretata da Andrea Sawatzki, doppiata da Monica Gravina.
- Alfonso di Calabria (stagioni 2-3), interpretato da Alejandro Albarracin, doppiato da Gabriele Sabatini.
- Gianbattista Orsini (stagioni 1-3), interpretato da Miroslav Taborsky, doppiato da Gerolamo Alchieri.
- Juan Borgia Lanzol (stagione 2), interpretato da Sebastian Urzendowsky, doppiato da Davide Albano.
- Geronima Borgia Lanzol (stagione 2), interpretata da Rachel Winters.
- Silvia Ruffini (stagione 1-3), interpretata da Laura Fedorowycz.
- Agapito Geraldini (stagione 1-3), interpretato da Paul Brennen.
- Charlotte d'Albret (stagione 2), interpretata da Stéphane Caillard.
- Giovanni de' Medici (stagioni 1), interpretato da John Bradley, doppiato da Stefano Brusa.
- Oliviero Carafa (stagioni 1-3), interpretato da Michael Fitzgerald, doppiato da Roberto Stocchi.
- Giovanni Colonna (stagioni 1-3), interpretato da Karel Dobry, doppiato da Pasquale Anselmo.
- Giovanni Sforza (stagioni 1-3), interpretato da Manuel Rubey, doppiato da Francesco Bulckaen (stagione 1) e da Alessio Cigliano (stagione 2-in corso).
- Marcantonio Colonna (stagione 1), interpretato da Richard Southgate, doppiato da Flavio Aquilone.
- Pantasilea (stagione 1), interpretata da Elisa Mouliaá, doppiata da Letizia Scifoni.
- Giovanni Battista Cybo/Papa Innocenzo VIII (stagione 1), interpretato da Udo Kier, doppiato da Bruno Alessandro.
- Francesco Remolino d'Ilerda (stagione 1), interpretato da Jirí Mádl.
- Francesco Todeschini Piccolomini/Papa Pio III (stagione1-3), interpretato da Predrag Bjelac
- Re Carlo VIII di Francia (stagioni 1-2), interpretato da Simon Larvaron, doppiato da Andrea Lavagnino.
- Regina Anna di Francia (stagione 2), interpretato da Helena Soubeyrand
- Re Luigi XII di Francia (Stagione 2-3), interpretato da Joseph Beattie
- Yves D'Allegre (Stagione 1), interpretato da David Atrakchi.
- Sancha Squillace (stagioni 1-3), interpretata da Eliska Krenková.
- Maria Diaz Garlon (stagione 2), interpretata da Daisy Lewis, doppiata da Angela Brusa.
- Carlotta d'Aragona (stagione 2), interpretata da Paloma Bloyd, doppiata da Letizia Scifoni.
- Guy de Laval (stagione 2), interpretato da César Domboy, doppiato da Stefano Crescentini.
- Giovanna Farnese (stagioni 2-3), interpretata da Babsie Steger, doppiata da Eleonora De Angelis.
- Angela Borgia Lanzol (stagioni 2-3), interpretata e doppiata da Valentina D'Agostino.
- Isabella Borgia Matuzzi (stagioni 2-3), interpretata da Michelle Tate
- Aurelio Borgia Matuzzi (stagioni 2-3), interpretato da Jonah Lees (stagione 2) e da Ben Woods (stagione 3).
- Rodrigo Borgia Lanzol/El Pequeno (stagioni 2-3), interpretato da Rafael Cebrian.
- Pietro Bembo (stagioni 2-3), interpretato e doppiato da Marco Cassini.
- Gonzalo Fernández de Córdoba (stagione 2), interpretato da Scott Cleverdon, doppiato da Alberto Angrisano.
- Re Federico d'Aragona (stagione 2), interpretato da Richard McCabe, doppiato da Marco Mete.
- Vescovo Bartolomeo Flores (stagione 2), interpretato e doppiato da Alessio Vassallo.
- Girolamo Savonarola (stagione 2), interpretato da Iain Glen, doppiato da Angelo Nicotra.
- Niccolò Machiavelli (stagioni 2-3), interpretato da Thibaut Evrard, doppiato da Riccardo Rossi.
- Michelangelo Buonarroti (stagioni 2-3), interpretato da Danny Szam.
- Leonardo Da Vinci (stagioni 2-3), interpretato da Paul Rhys.
- Caterina Sforza (stagioni 2-3), interpretata e doppiata da Valentina Cervi.
- Giana Grimani (stagione 2), interpretata e doppiata da Georgia Lepore.
- Michelotto Corella (stagione 1-2), interpretato da Petr Vanek.
- Piero Soderini (stagione 2), interpretato da James Faulkner.
- Yuisa (stagione 3), interpretata da Gina Haller.
- Dorotea Malatesta (stagione 3), interpretata da Mădălina Ghenea.
- Ercole I d'Este (stagione 3), interpretato da Michael Byrne.
- Isabella d'Este Gonzaga (stagione 3), interpretata da Alexandra Oppo
- Sigismondo d'Este (stagione 3), interpretato da Davide Lipari.
- Ippolito d'Este (stagione 3), interpretato da Marc Pickering
- Giulio d'Este (stagione 3), interpretato da Ferdinand Kingsley
- Ferrante d'Este (stagione 3), interpretato da George Maguire
- Vitellozzo Vitelli (stagione 3), interpretato da Manu Fullola

## Produzione
Sono state utilizzate oltre 4000 comparse, 95 ruoli parlanti (con attori provenienti da 18 Paesi diversi), 200 location, 130 persone della troupe presenti ogni giorno sul set, 400 cavalli (più qualche asino e qualche capra) e 6 mesi di riprese.
In tutto 16 pittori, che hanno lavorato complessivamente per 8000 ore, hanno ridipinto le pareti bianche del Martinicky Palàc per trasformarle in un palazzo rinascimentale.

## Accoglienza e critica
Tom Fontana ha dichiarato che i personaggi della serie tv hanno desideri fortemente contemporanei, e che per lui la serie potrebbe essere considerata la storia di una società multinazionale, e racconta quindi della famiglia di uno degli amministratori delegati dove tutti cercano, partendo dal basso, di raggiungere i vertici aziendali.